# Szara maź
Szara maź (ang. grey goo) – określenie hipotetycznego apokaliptycznego scenariusza, w którym samoreplikujące nanomechanizmy wyrywają się spod kontroli (np. w wyniku błędu w kodzie sondy von Neumanna) i przekształcają całą biosferę w swoje kopie, zabijając wszystko, co żyje na Ziemi.
Motyw ten pojawił się wielokrotnie w fantastyce naukowej i w wypowiedziach prasowych o nanotechnologii. Katastrofa mogłaby być rezultatem zamierzonego ataku nanotechnologicznego, bądź przypadkowej mutacji samoreplikujących maszyn przeznaczonych do innych celów.
Sam termin został wymyślony przez pioniera nanotechnologii Erica Drexlera w książce Engines of Creation (1986). Ma sugerować bezpostaciową, rozprzestrzeniającą się masę – choć same maszyny nie muszą być szare ani "maziste". Drexler postulował, że sztucznie wytworzone przez człowieka nanomechanizmy mogą mieć olbrzymią przewagę nad naturalnymi bakteriami i roślinami w prędkości powielania się. Uwolnienie ich do biosfery spowodowałoby błyskawiczne wyparcie przez nie wszelkiego innego życia.

## Warianty
Idea "Szarej mazi" dała początek kilku jej wariantom, rozróżnianym przez nadawany kolor:
- Złota maź – rezultat działań mających wyekstrahować złoto lub inną wartościową substancję (np. z wody morskiej).
- Czarna maź – nanomaszyny zaprojektowane do atakowania ludzi (analogicznie do chorobotwórczych mikrobów), użyte jako broń biologiczna.
- Czerwona maź – zamierzona apokalipsa, będąca efektem ataku terrorystycznego bądź działań psychopaty.
- Khaki maź – wykorzystanie analogicznych nanomaszyn przez wojsko do zniszczenia wrogiego kraju, kontynentu bądź planety.
- Niebieska maź – rozpowszechnienie nanomaszyn, których zadaniem jest kontrolowanie lub niszczenie któregoś z pozostałych typów. Sugerowane jako jedyny skuteczny sposób zapobiegania takim katastrofom.
- Różowa maź – karykaturalne przedstawienie ludzkości, która jako gatunek rozprzestrzenia się i powiela w sposób niekontrolowany, pochłaniając zasoby planety i potencjalnie mogąc opanować również przestrzeń poza Ziemią. Z tego punktu widzenia ekspansja ludzi w kosmos wygląda na gigantyczną katastrofę, prowadzącą do "strawienia" całej Galaktyki przez produkowane wciąż kopie człowieka.
- Zielona maź – nanomaszyny, których zadaniem jest kontrolowanie rozprzestrzeniania się Różowej mazi, przez sterylizację lub nawet zabijanie jej osobników (uwalniane np. przez ekoterrorystów). W innym kontekście, Zieloną mazią nazywane są nanomaszyny, które są zbudowane wyłącznie ze związków organicznych.

## Żyjąca maź
Najwygodniejszą analogią dla szarej mazi jest spojrzenie na bakterie jako przykłady biologicznych nanomaszyn, tworzących swoje kopie przez podział komórki. Skoro bakterie nie zamieniły wszystkiego co żyje w swoje kopie, można postawić tezę, że sztuczne twory również nie będą w stanie tego zrobić.
Analogię tę można pociągnąć dalej. Argumentując, że bakterie są wszechobecne i niezwykle elastyczne Bill Bryson (2003) określił, że Ziemia jest "ich planetą" i my na niej istniejemy tylko dlatego, że "pozwalają nam na to". Lynn Margulis i Sagan (1995) stwierdzili, że wszystkie organizmy w pewnym sensie są bakteriami, żyjąc z nimi w ciągłej symbiozie. Wszystkie organizmy byłyby więc złożonymi strukturami "generowanymi" przez tę maź np. w celu szybkiego przemieszczania się na nowe obszary.
Z drugiej strony, bakterie współewoluowały z organizmami wielokomórkowymi, które wykształciły metody obrony przed nimi. Szybka introdukcja zupełnie obcego gatunku często natomiast prowadzi do wyniszczenia miejscowych gatunków, które nie zdążyły się przystosować (np. inwazja królików w Australii, albo europejskie bakterie dziesiątkujące Indian). Szara maź mogłaby być zbyt obcym gatunkiem, żeby inne gatunki mogły się przystosować.

## Ryzyko i środki ostrożności
Nie jest jasne, czy nanotechnologia może doprowadzić do powstania szarej mazi. Konieczność zużywania dużej ilości energii ogranicza nanomaszyny do powielania się tylko tam, gdzie jest ona łatwo dostępna. Choć ze światła słonecznego i z utleniania materii organicznej można uzyskać znaczną ilość energii, może ona nie być wystarczająca dla potencjalnych nanomaszyn do wygrania z organicznym życiem (które już korzysta z tych zasobów). Jeśli nanomaszyny byłyby zbudowane ze związków organicznych, mogłyby nawet same stawać się pożywieniem dla bakterii i innych organizmów. Jeśli byłyby zbudowane ze związków nieorganicznych lub wykorzystywały w dużym stopniu pierwiastki niespotykane w organizmach żywych, musiałyby zużywać dużo energii na wydobywanie ich z niskoenergetycznych związków, w których zwykle są związane (np. na wydobywanie krzemu z piasku).
Zakładając, że katastrofa jest jednak możliwa, można zawczasu opracować środki ostrożności, mające obowiązywać wszystkie samoreplikujące urządzenia. Przykładowo ich program mógłby zakładać wyłączenie się po utworzeniu zakładanej liczby pokoleń, mogłyby wymagać do powielania unikalnych związków chemicznych (rozpylanych tylko nad miejscem gdzie mają się kopiować), mogłyby wymagać ciągłego nadzoru z zewnętrznego komputera, wreszcie ich program może być zaszyfrowany, tak że wszelkie mutacje w programie sprawiałyby, że po odszyfrowaniu powstawałby bezsensowny kod.
Drexler w swoich późniejszych pracach pokazał, że nie ma potrzeby tworzenia niczego choć w minimalnym stopniu podobnego do samoreplikujących nanomaszyn. Znacznie lepszym rozwiązaniem mogą okazać się tzw. nanofabryki – makroskopowej wielkości urządzenia, które syntetyzowałyby z atomów dowolne struktury (łącznie z własnymi kopiami).
W Wielkiej Brytanii, Książę Karol zlecił Royal Society przeanalizowanie "olbrzymich zagrożeń środowiskowych i społecznych" ze strony nanotechnologii, odwołując się do popularnego w mediach apokaliptycznego scenariusza. Raport Royal Society wydany 29 lipca 2004 określił takie zjawisko jako niemożliwe.
Ostatnie analizy wykazują, że zagrożenie szarą mazią jest znacznie mniejsze niż początkowo sądzono. Zidentyfikowano za to inne długofalowe zagrożenia związane z nanotechnologią.

## Przykłady w fantastyce naukowej
- W opowiadaniu Philipa Dicka "Zautomatyzowana fabryka" (1955) samoreplikujące maszyny zastępują ludzi we wszystkim, produkując to, co uważają za potrzebne.

- W opowiadaniu Lema Ciemność i pleśń (1959), zarodniki spreparowanej formy życia uwalniają się z laboratorium i powielają w wykładniczym tempie.

- W powieści Rój Michaela Crichtona samoreplikujące nanomaszyny wydostają się z laboratorium i zakładają kolonię na pustyni.

- Pieśń krwi Grega Beara (1983) opisuje rozwijanie się inteligentnych stworzeń zbudowanych na bazie ludzkich limfocytów.

- Powieść Waltera Jona Williamsa Aristoi (1993) opisuje przyszłość po zniszczeniu Ziemi przez rozprzestrzeniające się nanoroboty, tzw. "mataglap" – z indonezyjskiego "Mata Gelap" oznaczającego "zaćmione oko". Termin ten ma prawdopodobnie sugerować brak rozsądku lub nawet amok.

- Kocia kołyska Kurta Vonneguta kończy się katastrofą wywołaną przez substancję "Lód-9", o cechach podobnych do szarej mazi: każda cząsteczka wody, której dotknie, zamienia się w "Lód-9". Wrzucenie kawałka tej substancji do oceanu powoduje zestalenie wszystkich oceanów na Ziemi. Motyw "mazi" występuje również w jego powieści "Slapstick", gdzie rządowy program naukowy ChRL doprowadza do zmniejszenia Chińczyków do rozmiarów mikrobów (by zużywali oni mniej pożywienia, wody i powietrza), których rozprzestrzenienie się w atmosferze doprowadza do ich wdychania, co powoduje w USA zarazę.

- W Diamentowym wieku Neala Stephensona powietrze jest wypełnione nanorobotami, które niszcząc się nawzajem zmieniają się pył nazywany "tonerem" – z powodu pozostawianych przez niego czarnych śladów na ubraniach i uszkodzeń płuc wywoływanych przez ich wdychanie.

- W serialu fantastycznonaukowym Gwiezdne wrota występuje rasa samoreplikujących nanomaszyn, których głównym celem jest zwiększanie w nieskończoność swojej populacji. Potrafią one łączyć się w zorganizowane struktury symulujące zachowaniem owady, ludzi i statki kosmiczne.

- W filmie Matrix: Reaktywacja, program komputerowy Agent Smith staje się wirtualną wersją szarej mazi – przekształcając całe wnętrze Matrixa w swoje kopie.

- W filmie The Blob z 1958 roku, galaretowata istota z kosmosu ma zdolność rośnięcia w nieskończoność, w miarę pożerania kolejnych żywych istot. Zagrożenie pożarciem przez niej całej planety jest analogiczne do szarej mazi.

- Tiberium, surowiec w serii gier Command & Conquer przedstawia pewne cechy szarej mazi. Jest to substancja o kryształowej budowie pochodząca z kosmosu, która rozprzestrzeniając się powoduje niszczenie okolicznego ekosystemu. Planeta na której zostaje 'zasiane' Tiberium staje się celem ataku rasy obcych w celu zebrania surowca. Z powodu jego działania Ziemia została podzielona na strefy: niebieską - wolną od skażenia, żółtą - gdzie pojawiło się Tiberium choć wciąż możliwe jest tam życie i czerwone, w których Tiberium zniszczyło środowisko i nie jest możliwe poruszanie się po nich bez opancerzenia i kombinezonów.

- W grze komputerowej Alpha Centauri jeden z "Tajnych Projektów" (odpowiedników cudów świata w Civilization) nazywa się "Fabryka Nano". Wyposaża on wszystkie jednostki w "Przemysłową nanopastę", mogącą tworzyć na polu bitwy nowe czołgi i uzbrojenie z pozostawionych szczątków – efektywnie regenerując wszystkie straty poniesione w walce. W tej samej grze występuje również futurystyczna wersja fabryk, tzw. Nanoreplikatory, tworzące kopie dowolnych obiektów z dokładnością do pojedynczych atomów.

- W grze komputerowej Civilization: Call to Power występuje futurystyczna jednostka "Eco Ranger", która może zniszczyć całe miasto i jego otoczenie w sposób znacznie skuteczniejszy od broni atomowej. Uwolniona przez tę jednostkę Zielona maź przekształca całą okolicę w dziewiczy las, nie pozostawiając nikogo żywego ani żadnych śladów działalności człowieka.

- W filmie Dzień, w którym zatrzymała się Ziemia, przedstawiciel obcej cywilizacji uwalnia na Ziemi rój powielających się mikromaszyn, których zadaniem jest zlikwidowanie ludzkości.
- w serialu animowanym Godzilla: The Series w 3 odcinku występuje kolonia sztucznych mikrobów stworzonych do pochłaniania ropy naftowej z wycieków, która została zainfekowana przez wirusa komputerowego
- W filmie Dogora (1964) amorficzna istota z kosmosu wysysa ziemskie surowce energetyczne.

## W kulturze
W wirtualnym świecie Second Life, szarą mazią określa się stworzony przez gracza obiekt, który może samodzielnie tworzyć własne kopie. W krótkim czasie doprowadza to do zużycia zasobów wszystkich serwerów na obliczanie zachowania tych kopii, więc jest równoważne atakowi DoS. Taka sytuacja miała miejsce przynajmniej raz.